# Jewell Junction (Iowa)
Jewell Junction – miasto w Stanach Zjednoczonych, w stanie Iowa, w hrabstwie Hamilton. Zgodnie ze spisem statystycznym z 2000 roku, miasto liczyło 1144 mieszkańców.